# Kakuru
Kakuru – rodzaj niewielkiego teropoda o niepewnej pozycji systematycznej. Najprawdopodobniej było to mięsożerne, dwunożne, osiągające ok. 1,5–2 m długości zwierzę. Występowało ok. 110 mln lat temu we wczesnej kredzie. Jego nazwa rodzajowa pochodzi od tęczowego węża z mitologii Aborygenów i odnosi się połyskiwania w różnych kolorach części holotypu tego dinozaura – opalizującej kości piszczelowej. Nazwa gatunkowa pochodzi od plemienia Guyani zamieszkującego obok miasta Andamooka, gdzie znaleziono skamieliny tego teropoda. Opisany na podstawie pojedynczej kości piszczelowej i niekompletnej kości strzałkowej (SAM P17926). Skamieniałość ta została zauważona na wystawie sklepowej przez paleontologa Neville'a Pledge'a w 1973 roku. Pochodzi ona z formacji Maree obok miasta Andamooka w południowej Australii. Włącznie z nią sprzedano paliczek stopy (SAM P 18010). Przez 30 lat ta kość piszczelowa znajdowała się u prywatnego kolekcjonera, a w 2004 została zakupiona przez South Australian Museum za 22 000 dolarów. Piszczel jest złamana na dwa kawałki i mierzy ok. 323 m długości. Klasyfikacja tego awerostra jest niepewna. Dolna nasada kości piszczelowej przypomina tę występującą u gatunków Calamospondylus foxii i Coelurus gracilis, jednak ogólnie wyglądem przypomina kości udowe Microvenator celer i Ornitholestes hermanni. Rekonstrukcja nogi Kakuru wykazuje podobieństwo kości skokowej do „Ingenia” yanshini. W Afryce znaleziono kości skokową i piszczelową bardzo podobną do holotypu Kakuru, jednak nie została ona formalnie opisana. Paul (1988) i Molnar (1990) wykazali podobieństwo proporcji kości piszczelowej tego teropoda do awimima, jednak te same proporcje cechują wiele małych celurozaurów. Rauhut (2005) oraz Salisbury i współpracownicy (2007) sugerowali z kolei, że Kakuru mógł być niewielkim abelizauroidem; w późniejszej publikacji Agnolin i współpracownicy (2010) ograniczyli się do sklasyfikowania go jako przedstawiciela kladu Averostra o niepewnej pozycji filogenetycznej. W 2010 roku Barrett i in. uznali Kakuru za nomen dubium, stwierdzając, że holotyp nie wykazuje żadnej cechy autapomorficznej ani kombinacji cech pozwalającej odróżnić go od innych tetanurów.